# 手裏劍戰隊忍忍者 VS 特急者 THE MOVIE 忍者 In Wonderland
《手裏劍戰隊忍忍者 VS 特急者 THE MOVIE 忍者 In Wonderland》（日语：手裏剣戦隊ニンニンジャーＶＳトッキュウジャー THE MOVIE ニンジャ・イン・ワンダーランド），是2016年1月23日東映預定上映的特攝電影，同時也是《超級戰隊系列》的《手裏劍戰隊忍忍者》和《烈車戰隊特急者》的劇場版作品。

## 概要
- 本作為《超級戰隊祭》的第8部作品。

## 故事
在「夢幻忍者樂園」中，和傳說中的忍者們握手!?忍忍者收到了這麼一封邀請函後，天晴等6人便帶著興奮的心情前往樂園，沒想到，他們卻搭上了「妖怪列車」！妖怪輪入道製造出了幻覺，讓6人各自迷失在奇妙世界中。這時，現身拯救他們的是曾經打倒過試圖讓黑暗壟罩世界的「暗影路線」，那就是列車戰隊特急者。特急者說，邀請忍忍者的並不是「夢幻忍者樂園」，而是「暗黑忍者樂園」。

## 登場人物

### 《手裏劍戰隊忍忍者》
伊賀崎天晴 / 赤忍者
旋風的兒子、風花的哥哥。比起思考，首先是行動的類型，「船到橋頭自然直」信條的樂觀者並且熱愛忍者，比任何人都還要崇拜爺爺好天。在遇到感興趣或讓情緒高漲的事情時口頭禪為「好火熱呀！（熱いぜ!）」「燃燒起來了！（燃えてきたー!）」。被十勝及美緒表示其的性格跟來斗非常相似。
八雲稱呼天晴為「天哥」、凪稱呼天晴為「小天」、瀧川稱呼天晴為「少爺仔」（實則這個也是瀧川對其餘成員的稱呼）。
於婚禮幻境中出席風花跟十勝的婚禮時美緒突然現身阻止婚禮，令其得以脫離幻境。可惜因為被地上的香蕉皮滑倒了而被挾持到暗黑忍者樂園。
自身因為忍者力被暗黑博士馬佛羅搶奪而從暗黑赤忍者身上分離出來，成功消滅暗黑赤忍者後仍然逃不過消失的命運。最後在好天的指引下利用自身的想像力想像回到大家的身邊而得以復活。
加藤・克勞德・八雲 / 青忍者
從英國回來的青年。為隊伍如同司令塔的頭腦派，之前在英國學習西洋魔法。立志能夠成為史上首個同時精通魔法的魔法忍者。說話時帶有英文口音。「Easy」為八雲的口頭禪。
天晴及阿霞直接稱呼八雲的名字、瀧川稱呼八雲為「八兒」
於警匪片幻境中被阿洸救走，其後跟十勝及美緒行動攻入暗黑忍者樂園。
松尾凪 / 黃忍者
喜歡黏人、個性開朗的可愛小弟。是成員中最年少的。是個證照狂，對他來說忍者也是一種證照。
於警匪片幻境中被阿洸救走，其後跟阿洸及小霞行動攻入暗黑忍者樂園。
伊賀崎風花 / 白忍者
旋風的女兒、天晴的妹妹。純真且積極的可愛少女，常被靠不住的爸爸跟哥哥耍得團團轉。雖然很努力，但有時會凸槌。
凪稱呼風花為「小風」。
於婚禮幻境中跟十勝結婚時美緒突然現身阻止婚禮，令其得以脫離幻境，其後跟神樂及金次行動攻入暗黑忍者樂園。
百地霞 / 桃忍者
在大學研究科學的天才型少女。喜愛科學，臉上帶著笑容但講話聽起來像是在挖苦別人。懂得禮貌，說話有點毒舌，對忍者和外公有一份熱忱的心。擅長使用隱身布如變色龍一樣根據身邊的環境隱藏自己不讓別人發現。
八雲稱呼霞為「霞姊」。
於警匪片幻境中被阿洸救走，其後跟阿洸及阿凪行動攻入暗黑忍者樂園。
金治・瀧川 / 星忍者
跟天晴等人沒有親屬關係，是伊賀崎好天游歷世界並去到美國時遇到的年輕人，後成為他的入室弟子。擅長風屬性忍術及多重分身，同時亦使用只有自己一人成功練就的雷屬性忍術。與八雲一樣說話時帶有英文口音。
天晴等人起初稱呼金次為「星先生」，直至金次入門後眾人才直接稱呼他名字。
於演唱會幻境中被神樂救走，其後跟神樂及風花行動攻入暗黑忍者樂園。
飾演星忍者的演員多和田秀彌在演唱會幻境內特別演唱搖滾版的片尾曲。
伊賀崎旋風
天晴和風花的父親，好天的獨子，八雲、凪以及霞的舅舅。雖貴為忍者家族，卻不是忍者，但具有相當豐富多元的忍者知識及訊息。
於本劇場版天晴被虜後曾阻止其他忍忍者前往送死，但實際上自己非常擔心天晴，但最後仍然成功重聚。
伊賀崎好天
旋風的父親，天晴，風花的祖父，八雲，凪，霞的外公，金次瀧川所崇拜的對象及師父。傳言在牙鬼幻月復活後打敗了他，並且將其封印，而有著「末代忍者」稱號，於首次出場時已經過世，並一直以英魂的方式存活。

### 《烈車戰隊特急者》
來斗（鈴樹來斗） / 特急1號
戰鬥隊長。常跑在烈車戰隊的打頭陣，精神的戰士。想像力為五人當中最強大的。
首次登場時利用紅烈車追上妖怪烈車，甚至追入暗黑忍者樂園並救回失去本體的天晴。
十勝（渡嘉敷 晴） / 特急2號
支援隊長。頭腦非常聰明，知識淵博，一本正經但很多事情經常會想太多。
首次登場時為了在幻境中救回天晴及風花而跟風花進行婚禮，事後被美緒阻止了，令4人重回現實。其後跟美緒及八雲行動攻入暗黑忍者樂園。
美緒（夏目美緒） / 特急3號
保姆隊長。可靠的女性，也有幫助朋友的時候。好像掌握著幾種武術，以性格陸續使出技能。
首次登場時突然出場阻止風花及十勝的婚禮，令4人重回現實。其後跟十勝及八雲行動攻入暗黑忍者樂園。
洸（野野村 洸） / 特急4號
影子隊長。決不會有事能令他驚慌的戰士。危機的時候，也毫不驚慌，並會發現逆轉的關鍵。
首次登場時在八雲、阿凪及小霞面前以「劍玉偵探」身份出現並將他們救出幻境。其後跟阿凪及小霞行動攻入暗黑忍者樂園。
神樂（泉 神樂） / 特急5號
入戲隊長。可愛的性格，會以各種的角色作戰。讓人產生錯覺的強大，但似乎是意外的力量。
首次登場時在金次的音樂會後台突然拉走金次，從而將他救出幻境。其後跟風花及金次行動攻入暗黑忍者樂園。
虹野明 / 特急6號
本來可是暗影路線怪人薩拉姆。退出暗影路線後為了贖罪並保護彩虹而成為彩虹路線的維修人員。而虹野明這名字是阿光等人為他而取的新名字。 專長是口琴與直笛，並在登場時吹奏著自己創作的鎮魂曲，性格比較我行我素，口頭禪為「這是我的歸宿」。戰鬥時扔武器的習慣仍然存在。
首次登場時仍然會吹奏著自己創作的鎮魂曲，但口頭禪已改為「這是我的...工作地點」，甚至在霸王特急大王合體時重演本篇超超特急大王合體時的臨時改名情節。
車長
特急者背後的支持者，知道一切有關特急者的秘密。平時負責駕駛烈車，有著能強制解除「轉乘」的機能，車長亦有解除權限。
於本劇場版中從特急者口中得知委託特急者們協助救回忍忍者並解決暗黑忍者樂園事件的人正是車長。但他本人並未登場過。
車票／券券
特急者背後的支持者之一，車長右手上的腹語猴子。雖然看起來像是由車長發出的聲音，但牠卻堅決主張著「不同的個體」，真面目不明。說話非常的酸且狠毒。
於本劇場版中只限霸王特急大王合體時突然冒出紅烈車的駕駛座進行合體廣播。

### 《動物戰隊獸王者》
獸王鷹（CV:中尾暢樹）
獸王鯊（CV:柳美稀）
獸王獅（CV:南羽翔平）
獸王象（CV:渡邊劍）
獸王虎（CV:立石晴香）

### 敵對角色

#### 暗影路線成員
暗黑博士馬佛羅（闇博士マーブロ）
暗影路線博士，同時為暗黑忍者樂園的主人。除了平時的人型姿態外，另外還可以變成怪人型態。
使用武器為長杖。由於對忍者非常迷戀而製造了6個不同的暗黑克隆載體，其中3個用以搶奪天晴的忍者力，另外3個則用於3名幹部身上作為暗黑忍者樂園守衛。
雖然使用量產型暗影號作自己的戰車，但可跟另外兩部暗影號合體時竟合體為強化版的超超暗影號機械人。最後遭霸王特急大王擊敗。
尼祿男爵（ネロ男爵）
闇黑皇帝所屬幹部。目的是擴大暗影路線的黑暗勢力。為暗影路線所有幹部中最忠心的一個。
死後被暗黑博士馬佛羅利用成為霧隱才藏的克隆載體，名稱為霧隱尼祿才藏。使用武器改為禪杖，可以使出大霧忍術。
負責看守木製閘門入口並迎擊神樂、風花及金次。最後全員到齊時遭特急5號、黃忍者及白忍者合力消滅
諾亞夫人（ノア夫人）
闇黑皇帝所屬幹部。個性歇斯底里，計畫讓其女兒閃爍姑娘成為闇黑皇后。
死後被暗黑博士馬佛羅利用成為望月千代女的克隆載體，名稱為望月諾亞千代女。作為專屬武器的雨傘亦改為日式風格油紙傘，比起原本的雨傘更追加了使出催眠忍術的功能。
負責看守路軌隧道入口並迎擊十勝、美緒及八雲。最後全員到齊時遭特急2號、特急3號及藍忍者合力消滅。
施瓦茨將軍（シュバルツ将軍）
闇黑皇帝所屬幹部。為了組成最強烈車軍團，而圖謀搶奪烈車。擁有專用暗影號，似乎另有圖謀。
死後被暗黑博士馬佛羅利用成為石川五右衛門的克隆載體，名稱為石川施瓦茨五右衛門。使用武器改為武士刀，但所使之刀法仍然以快速為主。
負責看守木橋入口並迎擊阿洸、阿凪及小霞。最後全員到齊時遭特急4號及桃忍者合力消滅。
服部半藏
伊賀忍者頭領。但被暗黑博士馬佛羅的克隆載體之一。使用武器為大型手裡劍，對應三段忍擊的刀模式。
最後入侵天晴的身體並奪去其忍者之力，即暗黑赤忍者。
風魔小太郎
北條氏出身的風魔一族猛漢。但被暗黑博士馬佛羅的克隆載體之一。使用武器為三叉戟，對應三段忍擊的爪模式。
最後入侵天晴的身體並奪去其忍者之力，即暗黑赤忍者。
猿飛佐助
真田幸村御用的伊賀流忍者。但被暗黑博士馬佛羅的克隆載體之一。使用武器為弓箭，對應三段忍擊的弓模式。
最後入侵天晴的身體並奪去其忍者之力，即暗黑赤忍者。

#### 牙鬼軍團成員
十六夜九衛門（十六夜九衛門）
牙鬼幻月的小姓，曾是伊賀崎好天所收的弟子，面部戴著狐狸面具，以身上的葫蘆為牙鬼幻月收集恐懼之力並尋找終結手裏劍。
能使用小槌和充滿邪氣的五遁妖手裏劍使出「肥大蕃息之術」將妖怪巨大化，也能使用特殊的妖手裏劍直接召喚巨大妖怪，並曾經使用從旋風身上奪走的伊賀崎流的忍者心創立屬於自己的十六夜流忍者軍團作戰。但根據故事情節及上映時間推斷十六夜流忍者軍團早就被消滅了。
於本劇場版只作為輔助角色協助暗黑博士馬佛羅進行暗黑忍者樂園計劃，並未有任何戰鬥。甚至於城市留下輪入道獨自執行收集黑暗的任務後離開，之後再沒出場過。
妖怪輪入道（妖怪ワニュウドウ）
十六夜九衛門的手下，人型姿態為暗影號機械人，頭部位於暗影號機械人胸部位置，甚至可變成妖怪烈車將眾人送入幻境。
最後意外遭《動物戰隊獸王者》的獸王者們當成Deathgarian的怪物所消滅，由於當時十六夜九衛門已經離開，故此未有變大。

## 裝備・戰力

### 合體機神
特急王
手裏劍神
野牛王
霸王手裏劍神

### 霸王特急大王（ハオートッキュウダイオー）
【基本資料】
| 機體高度 | 機體寬度 | 機體厚度 | 機體重量 | 機體航速 | 機組力量輸出 | 皮套 |
| -------- | -------- | -------- | -------- | -------- | ------------ | ---- |
| -        | -        | -        | -        | -        | -            |      |

劇場版限定的組合，由獅子霸王、野牛王、特急王、工程烈車合體而成。初時命名為霸王特急王，後來由虹野明正式命名為霸王特急大王。
必殺技為「御伴忍連結暴烈擊」

## 演員
《手裏劍戰隊忍忍者》
- 伊賀崎天晴 / 赤忍者（聲） - 西川俊介（台灣配音：歐祖豪）
- 加藤・克勞德・八雲 / 青忍者（聲） - 松本岳（台灣配音：鈕凱暘）
- 松尾凪 / 黃忍者（聲） - 中村嘉惟人（台灣配音：胡鎮璽）
- 伊賀崎風花 / 白忍者（聲） - 矢野優花（台灣配音：連思宇）
- 百地霞 / 桃忍者（聲） - 山谷花純（台灣配音：李昀晴）
- 金治・瀧川 / 星忍者（聲） - 多和田秀彌（台灣配音：陳彥鈞）

《烈車戰隊特急者》
- 來斗（鈴樹來斗） / 特急1號（聲） - 志尊淳 / 馬渕誉（孩童時期）（台灣配音：鈕凱暘）
- 十勝（渡嘉敷 晴） / 特急2號（聲） - 平牧仁 / 永瀬圭志朗（孩童時期）（台灣配音：歐祖豪）
- 美緒（夏目美緒） / 特急3號（聲） - 梨里杏 / 石井薫子（孩童時期）（台灣配音：李昀晴）
- 洸（野野村 洸） / 特急4號（聲） - 橫濱流星 / 山崎光（孩童時期）（台灣配音：胡鎮璽）
- 神樂（泉 神樂） / 特急5號（聲） - 森高愛 / 清水羅羅（孩童時期）（台灣配音：連思宇）
- 虹野明 / 特急6號（聲） - 長濱慎（台灣配音：陳彥鈞）

### 配音演出
- 券券 / 特急者各種電子音 - 山口勝平
- 獸王鷹 - 中尾暢樹（台灣配音：胡鎮璽）
- 獸王鯊 - 柳美稀（台灣配音：李昀晴）
- 獸王獅 - 南羽翔平（台灣配音：陳彥鈞）
- 獸王象 - 渡邉劍（台灣配音：鈕凱暘）
- 獸王虎 - 立石晴香（台灣配音：連思宇）

## 工作人員
- 原作 - 八手三郎
- 腳本 - 小林靖子
- 音樂 - 羽岡佳（日语：羽岡佳）、佐橋俊彦
- 動作指導 - 福澤博文（日语：福沢博文）（RED ENTERTAINMENT DELIVER CORPORATION（日语：レッド・エンタテインメント・デリヴァー））
- 特撮監督 - 佛田洋（日语：佛田洋）
- 導演 - 松村文雄
- 監督 - 渡邊勝也

## 外部連結
1. ↑  但由於自稱自己在美國出生及長大，故此跟八雲所操的英式口音不同
2. ↑  獸王者的敵人
3. ↑  如同當時超超特急大王的命名過程。